# Liste der Kulturdenkmale in Pforzheim-Würm

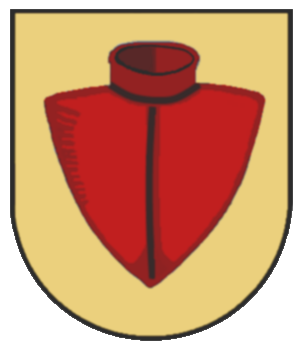
Wappen von Würm

In der Liste der Kulturdenkmale in Pforzheim-Würm werden alle unbeweglichen Bau- und Kunstdenkmale in Würm (Pforzheim) aufgelistet, die in der städtischen „Liste der Kulturdenkmale“ geführt sind.

## Liste
| Bild           | Bezeichnung                                | Lage                                        | Datierung           | Beschreibung              | ID |
| -------------- | ------------------------------------------ | ------------------------------------------- | ------------------- | ------------------------- | -- |
|                | Gartenpavillon mit Gartenstück und Brunnen | Auf dem Berg 8 (Flst.-Nr. 2154)             | um 1905/10          | Geschützt nach § 2 DSchG  |    |
|                | Landhaus Silbereisen mit Garten,           | Auf dem Berg 13 (Flst.-Nr. 2140)            | 1912/13             | Geschützt nach § 2 DSchG  |    |
|                | Schule                                     | Bergmannstraße 2 (Flst.-Nr. 198)            | 1907                | Geschützt nach § 2 DSchG  |    |
|                | Rathaus                                    | Schulstraße 8 (Flst.-Nr. 198)               | 1872                | Geschützt nach § 2 DSchG  |    |
|                | Wohnhaus und Scheune                       | Fritz-Höhn-Weg 2 (Flst.-Nr. 121, 2475)      | um 1620             | Geschützt nach § 28 DSchG |    |
| Weitere Bilder | Burgruine mit Zwinger und Vorwerken        | Liebeneck (Flst.-Nr. 2331)                  | 12./13. Jahrhundert | Geschützt nach § 28 DSchG |    |
|                | Wohnhaus mit Scheune                       | Würmer Hauptstraße 7 (Flst.-Nr. 92)         | 1940                | Geschützt nach § 2 DSchG  |    |
|                | Wohnhaus mit ehemaliger Scheune            | Würmer Hauptstraße 8 (Flst.-Nr. 12)         | 1824                | Geschützt nach § 2 DSchG  |    |
|                | Wohnhaus                                   | Würmer Hauptstraße 10/12 (Flst.-Nr. 66, 65) | 1614                | Geschützt nach § 28 DSchG |    |
|                | Wohnhaus mit Scheune                       | Würmer Hauptstraße 17 (Flst.-Nr. 107)       | um 1620             | Geschützt nach § 2 DSchG  |    |
|                | Gasthaus Lamm                              | Würmer Hauptstraße 21 (Flst.-Nr. 108)       | 1774                | Geschützt nach § 2 DSchG  |    |
|                | Wohnhaus                                   | Würmer Hauptstraße 27 (Flst.-Nr. 119)       | 1773                | Geschützt nach § 2 DSchG  |    |
|                | Wohnhaus                                   | Würmer Hauptstraße 30 (Flst.-Nr. 71)        | 1781                | Geschützt nach § 2 DSchG  |    |
|                | Wohnhaus                                   | Würmer Hauptstraße 31 (Flst.-Nr. 122)       | 1779                | Geschützt nach § 2 DSchG  |    |
|                | Wohnhaus                                   | Würmer Hauptstraße 33 (Flst.-Nr. 125)       | 1732                | Geschützt nach § 2 DSchG  |    |
|                | Wohnhaus mit Anbau                         | Würmer Hauptstraße 34 (Flst.-Nr. 74)        | 1846                | Geschützt nach § 2 DSchG  |    |
|                | Wohnhaus                                   | Würmer Hauptstraße 40 (Flst.-Nr. 75)        | 17. Jahrhundert     | Geschützt nach § 2 DSchG  |    |
|                | Wohnhaus                                   | Würmer Hauptstraße 43 (Flst.-Nr. 136)       | 1702                | Geschützt nach § 2 DSchG  |    |
|                | Evangelisches Pfarrhaus                    | Würmer Hauptstraße 47 (Flst.-Nr. 136/1)     | 1901                | Geschützt nach § 2 DSchG  |    |
|                | Wohnhaus mit ehemaliger Scheune            | Würmer Hauptstraße 48 (Flst.-Nr. 88)        | 17. Jh.             | Geschützt nach § 28 DSchG |    |
|                | Evangelische Pfarrkirche                   | Würmer Hauptstraße 52 (Flst.-Nr. 174)       | 1516                | Geschützt nach § 28 DSchG |    |
| Weitere Bilder | Ehemaliges Kurhotel mit Remisengebäuden    | Würmtalstraße 117 (Flst.-Nr. 2213)          | 1898                | Geschützt nach § 2 DSchG  |    |
|                | Mundloch des Tiefen Stollens               | Würmtalstraße (Flst.-Nr. 2331)              | 1961                | Geschützt nach § 2 DSchG  |    |